# Komisariat Straży Granicznej „Zaleszczyki”
Komisariat Straży Granicznej „Zaleszczyki” – jednostka organizacyjna Straży Granicznej pełniąca służbę ochronną na granicy polsko-rumuńskiej w latach 1937–1939.

## Geneza
Na wniosek Ministerstwa Skarbu, uchwałą z 10 marca 1920 roku, powołano do życia Straż Celną. Proces tworzenia Straży Celnej trwał do końca 1922 roku. 
Komisariat Straży Celnej „Zaleszczyki”, wraz ze swoimi placówkami granicznymi, wszedł w podporządkowanie Inspektoratu Straży Celnej „Zaleszczyki”.
W drugiej połowie 1927 roku przystąpiono do gruntownej reorganizacji Straży Celnej. W praktyce skutkowało to rozwiązaniem tej formacji granicznej.
Z dniem 1 listopada 1927 roku Inspektorat Straży Celnej „Zaleszczyki”, w tym komisariat SC „Zaleszczyli” został rozwiązany, a  rejon odpowiedzialności komisariatu został przekazany pododdziałom Korpusu Ochrony Pogranicza .

## Formowanie i zmiany organizacyjne
Zgodnie z rozkazem Generalnego Inspektora Sił Zbrojnych z 8 stycznia 1937 roku Straż Graniczna przejęła od Korpusu Ochrony Pogranicza odcinek granicy polsko–rumuńskiej, oznaczony w terenie według mapy 1:100000 następującymi granicami: granica zachodnia od miejscowości Pieczama włącznie, granica wschodnia – rzeka Nieczława wyłącznie. Punkt styku odcinka Straży Granicznej z odcinkiem Korpusu Ochrony Pogranicza - północny brzeg Dniestru na wysokości litery P od nazwy folwark Pożamica.
Rozkazem nr 1 z 31 marca 1937 roku w sprawach [...] likwidacji i tworzenia placówek, komendant Straży Granicznej ppłk Jan Jur-Gorzechowski utworzył komisariat SG „Zaleszczyki”. Komisariat wszedł organizacyjnie w skład Inspektoratu Granicznego „Kołomyja”. W skład Komisariatu Zaleszczyki wchodzili: kierownik komisariatu, młodszy oficer komisariatu, personel kancelaryjny, 6 placówek I linii i placówka II linii. Etat przewidywał: 2 oficerów, 68 szeregowych, 4 konie, 2 wózki typu węgierskiego, 2 sanie, 68 kbk z bagnetami, 60 pistoletów.
Rozkazem nr 13 z 31 lipca 1939 roku w sprawach [...] przeniesienia siedzib i zmiany przydziałów jednostek organizacyjnych, komendant Straży Granicznej gen. bryg. Walerian Czuma przeniósł siedzibę placówkę II linii „Tłuste” do m. Zaleszczyk.
Rozkazem nr 13 z 31 lipca 1939 roku w sprawach [...] przeniesienia siedzib i zmiany przydziałów jednostek organizacyjnych, komendant Straży Granicznej gen. bryg. Walerian Czuma zmienił nazwę placówki I linii „Bedrykowice” na „Śmigłowo”.

## Służba graniczna
Komisariat ochraniał cały odcinek granicy polsko-rumuńskiej przejęty od Korpusu Ochrony Pogranicza.
Sąsiednie komisariaty
- komisariat Straży Granicznej „Horodenka” ⇔ kompania graniczna KOP „Mielnica” (batalion KOP „Borszczów” − 1937

## Funkcjonariusze komisariatu
| stopień                           | imię i nazwisko                   | okres pełnienia służby            |
| Kierownicy/komendanci komisariatu | Kierownicy/komendanci komisariatu | Kierownicy/komendanci komisariatu |
| --------------------------------- | --------------------------------- | --------------------------------- |
| komisarz                          | Wacław Będzikowski                | 25 IV 1938 -                      |
| Zastępcy komendanta komisariatu   |                                   |                                   |
| starszy strażnik                  | Edmund Nawrot                     | 1 V 1939 –                        |

## Struktura organizacyjna
Organizacja komisariatu w 1937:
- komenda − Zaleszczyki
- placówka Straży Granicznej I linii „Pieczarna”
- placówka Straży Granicznej I linii „Zaleszczyki”
- placówka Straży Granicznej I linii „Bedrykowice”
- placówka Straży Granicznej I linii „Gródek”
- placówka Straży Granicznej I linii „Sińków”
- placówka Straży Granicznej I linii „Kołodróbka”
- placówka Straży Granicznej II linii „Tłuste Miasto” → w 1939 przeniesiona do Zaleszczyk